# Comtat de Brant
El comtat de Brant és una municipalitat rural a Ontario. Malgrat el seu nom (comtat de Brant), ja no és definit com un comtat, ja que ara totes les municipalitats són tractades com un nivell únic de govern.

## Situació
El comtat de Brant es troba al sud d'Ontario, a 100 km al sud-oest de Toronto. El municipi té oficines a Burford, París i St George.
Limita amb la regió de Waterloo, la ciutat de Hamilton, el comtat de Haldimand, el comtat de Norfolk i el comtat d'Oxford.
Geogràficament, la ciutat de Brantford està envoltada pel comtat de Brant. Segons les dades d’Estadístiques Canada, la divisió censal de Brant inclou les reserves de Brantford i de les Sis Nacions i el Nou Crèdit, tot i que cap d’elles participa en el govern municipal de Brant.

## Comunitats
Els principals centres del comtat de Brant són Paris, St. George i Burford.
Les comunitats més petites són: Bishopsgate, Burtch, Cainsville, Cathcart, East Oakland, Etonia, Fairfield, Falkland, Glen Morris, Gobles, Harley, Harrisburg, Hatchley, Langford, Lockie, Maple Grove, Middleport, Mount Pleasant, Mount Vernon, New Durham, Newport, Northfield, Northfield Center, Oakland, Onondaga, Osborne Corners i Scotland.
El comtat de Brant es va formar el 1852. Abans havia estat una part del comtat de Wentworth i Oxford.

## Demografia
| 2001  | 2006  | 2011  | 2016  |
| ----- | ----- | ----- | ----- |
| 31669 | 34415 | 35638 | 36707 |

El nom fa referència al cap aborigen Joseph Brant.